# Comuna Rohaciv, Baranivka
Rohaciv (în ucraineană Рогачівська сільська рада) este o comună în raionul Baranivka, regiunea Jîtomîr, Ucraina, formată din satele Mlînî, Ostrojok, Rohaciv (reședința) și Rudnea.

## Demografie
Componența lingvistică a satului Rohaciv
     Ucraineană (98,98%)
     Rusă (1,02%)
Conform recensământului din 2001, majoritatea populației satului Rohaciv era vorbitoare de ucraineană (98,98%), existând în minoritate și vorbitori de rusă (1,02%).